# Polka

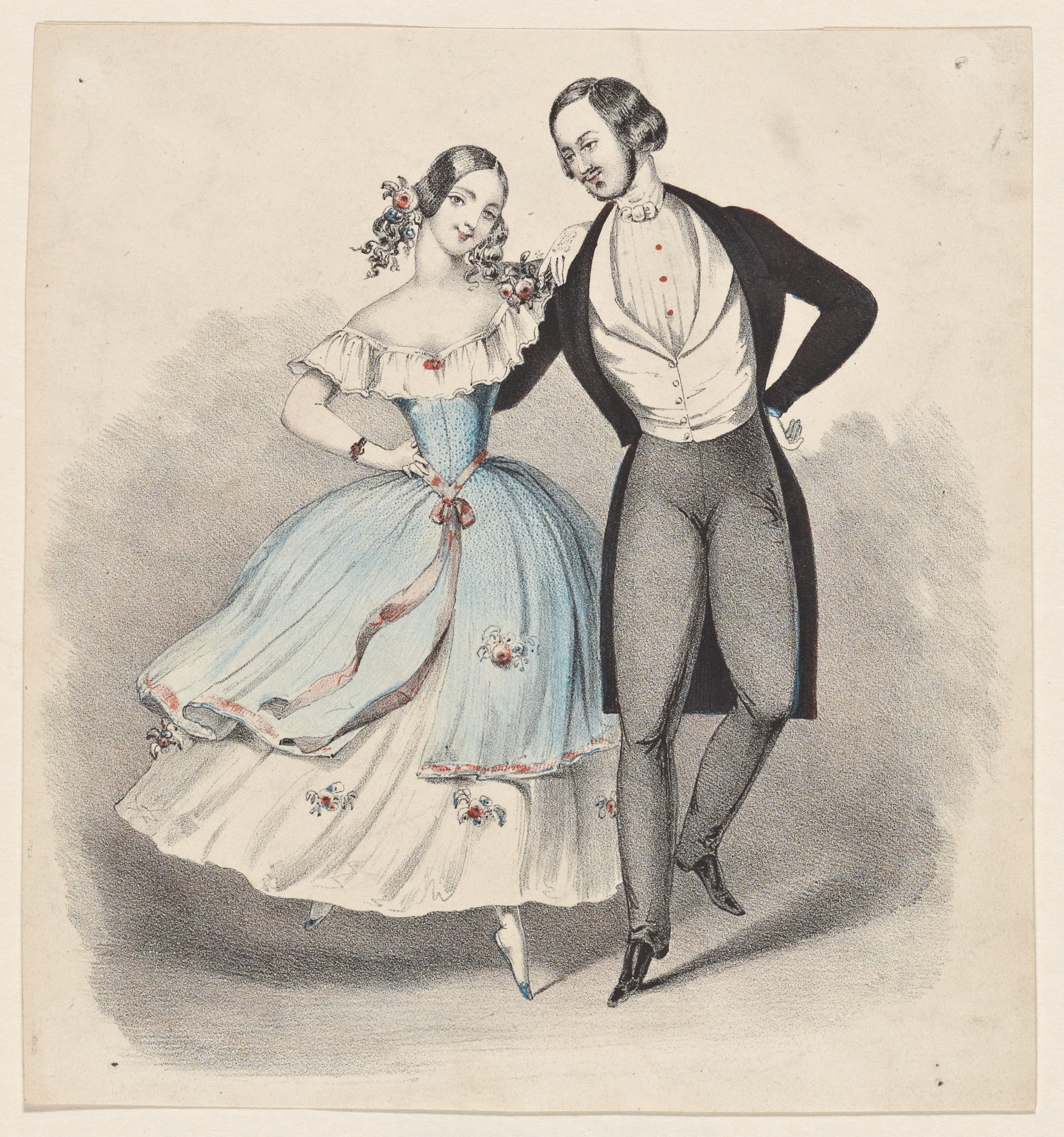
Polka ábrázolása 1840-ből

A polka eredetileg egy cseh tánc és tánczenei műfaj, amely egész Európában, továbbá Amerikában is ismert lett. Ma több különböző stílusú kortárs polka létezik az eredeti cseh tánc mellett.
Leginkább páros ütemű, kétnegyedes, élénk társastánc (körtánc). Időmértéke középgyors. Jellemzője a jobb és a bal láb lépéseinek gyors változtatása.

## A szó eredete
Neve valószínűleg cseh eredetű, és a „půlka” (rövid lépés) szóra vezetik vissza. Azt állítják, hogy a név csak látszólag utal lengyel eredetre (a polka lengyelül lengyel nőt jelent). A „půlka” nevet 1835-ben Prágában polkára változtatták; valószínűleg az akkor erősen elnyomott lengyelek iránti rokonszenvből (lásd: lengyel felkelés).

## Története
1830 körül lett divatossá Csehországban, 1835-re elterjedt a prágai báltermekben, majd 1839-re már Bécsben is terjedt. Párizsban 1840-ben mutatta be egy prágai tánctanár.
Ritmikai szempontból az écossaise-ból , a 18. századi skót néptáncból fejlődött.
A 19. század közepén egyes balettmesterek más szláv táncokból is vettek át figurákat a polka lépései közé. Így keletkeztek a polka különféle nemzeti, helyi változatai. Ilyenek voltak: 
- Németországban a Kreuz-polka,
- Bécsben a Schnellpolka,
- Itáliában a monferrina,
- több európai országban a Militärpolka,
- Magyarországon pedig a rácpolka vagy a magyar polka.

Az 1840-es években alakult ki a polka-mazurka (vagy polka-mazur), amely vegyítette a polka elemeit a kor másik híres táncának, a mazurkának az elemeivel. Kisebb zenei eltérések is jellemezték ezeket a változatokat – morva területen a polka felütés nélküli, míg az alpesi polka felütéses.

## A műzenében
A 19. század folyamán a polka a műzenébe is bekerült: a Strauss család tagjai, ifj. Johann Strauss és Josef Strauss is írtak polkákat (pl. Anna-polka, Pizzicato-polka).